# Nogomet na Otočkim igrama 2003.
Guernsey je 2003. bio domaćinom osmog izdanja nogometnog turnira na Otočkim igrama.
Momčad kanalskog otoka Guernseya je obranila naslov prvaka, njen ukupno drugi naslov.

## Natjecateljski sustav
Igralo se u dva dijela. U prvom dijelu se igralo u dvije skupine jednostrukom ligaškom sustavu, a u drugom dijelu natjecanja se igralo na ispadanje. Momčadi iz dviju skupina su se križale u borbama za plasman. 

## Sudionici
Sudjelovalo je 15 momčadi.
| - Alderney - Frøya - Gibraltar - Gotland - Grenland - Guernsey - Malvinsko otočje - Man |  | - Jersey - Orkney - Rodos - Saaremaa - Sark - Shetlandski otoci - Wight - Ynys Môn (Anglesey) |

## Natjecanje

### Skupina 1
| Mjesto | Momčad   | Ut | Pb | N | Pz | Ps | Pr | RP | Bod |
| ------ | -------- | -- | -- | - | -- | -- | -- | -- | --- |
| 1      | Man      | 2  | 2  | 0 | 0  | 6  | 1  | 8  | 6   |
| 2      | Ynys Môn | 2  | 1  | 0 | 1  | 3  | 2  | 7  | 3   |
| 3      | Saaremaa | 2  | 0  | 0 | 2  | 0  | 6  | -6 | 0   |

### Skupina 2
| Mjesto | Momčad            | Ut | Pb | N | Pz | Ps | Pr | RP | Bod |
| ------ | ----------------- | -- | -- | - | -- | -- | -- | -- | --- |
| 1      | Jersey            | 3  | 2  | 1 | 0  | 10 | 1  | 9  | 7   |
| 2      | Shetlandski otoci | 3  | 1  | 1 | 1  | 3  | 6  | -3 | 4   |
| 3      | Gotland           | 3  | 0  | 3 | 0  | 2  | 2  | 0  | 3   |
| 4      | Frøya             | 3  | 0  | 1 | 2  | 4  | 10 | -6 | 1   |

### Skupina 3
| Mjesto | Momčad   | Ut | Pb | N | Pz | Ps | Pr | RP  | Bod |
| ------ | -------- | -- | -- | - | -- | -- | -- | --- | --- |
| 1      | Guernsey | 2  | 2  | 0 | 0  | 17 | 1  | 16  | 6   |
| 2      | Orkney   | 3  | 1  | 0 | 2  | 4  | 17 | -13 | 3   |
| 3      | Alderney | 3  | 0  | 0 | 3  | 3  | 15 | -12 | 0   |
| -      | Rodos    | 2  | 2  | 0 | 0  | 11 | 2  | 9   | 6   |

Utakmica između Rodosa i Guernseyja je prekinuta nakon 70. minute, jer je Rodos ostao na samo 6 igrača, pri guernseyskom vodstvu od 2:1. Nakon toga se Rodos povukao s natjecanja.

### Skupina 4
| Mjesto | Momčad    | Ut | Pb | N | Pz | Ps | Pr | RP  | Bod |
| ------ | --------- | -- | -- | - | -- | -- | -- | --- | --- |
| 1      | Wight     | 3  | 2  | 0 | 1  | 23 | 3  | 20  | 6   |
| 2      | Gibraltar | 3  | 2  | 0 | 1  | 22 | 2  | 20  | 6   |
| 3      | Grenland  | 3  | 2  | 0 | 1  | 18 | 3  | 15  | 6   |
| 4      | Sark      | 3  | 0  | 0 | 3  | 0  | 55 | -55 | 0   |

### Za 13. mjesto
31. svibnja, stadion Alderney
| Frøya | - | Sark | 15:0 |

### Za plasman od 9. do 12. mjesta
3. srpnja, stadion Guernsey
| Alderney | - | Grenland | 0:3 |
| Gotland  | - | Saaremaa | 3:0 |

### Za 11. mjesto
4. srpnja, stadion Guernsey
| Saaremaa | - | Alderney | 0:1 |

### Za 9. mjesto
4. srpnja, stadion Guernsey
| Gotland | - | Grenland | 2:1 (prod.) |

### Za plasman od 5. od 8. mjesta
3. srpnja, stadion Guernsey
| Anglesey | - | Shetlandski otoci | 2:1 |
| Orkney   | - | Gibraltar         | 1:7 |

### Za 7. mjesto
4. srpnja, Guernsey
| Orkney | - | Shetlandski otoci | 0:6 |

### Za 5. mjesto
4. srpnja, Guernsey
| Gibraltar | - | Anglesey | 0:2 |

### Poluzavršnica
3. srpnja, stadion Guernsey
| Man      | - | Jersey | 2:1 |
| Guernsey | - | Wight  | 3:1 |

### Za brončano odličje
4. srpnja, stadion Guernsey
| Jersey | - | Wight | 3:0 |

### Završnica
4. srpnja, stadion Guernsey
| Guernsey | - | Man | 3:1 |

| Prvaci na Otočkim igrama 2003. |
| ------------------------------ |
| Guernsey Drugi naslov          |